# グデア
グデア（Gudea）は、古代メソポタミアの都市国家ラガシュの王。彼はシュメール時代の王達の中で最も名前の知られている人物の1人である。グデアという名前は「呼びかけられし者」の意。

## 来歴
グデアは元来王族ではなかったが、ラガシュ王ウル・バウの娘ニナッラと結婚することによってラガシュ王室の一員となった。ウル・バウが死去すると跡を継いでラガシュ王となった。
グデアはウル・バウがとっていた親グティ政策を受け継いでグティ人への貢納を継続し、その逆鱗に触れるのを注意深く回避する一方、周辺諸国やグティ人との間に通商協定を次々結んで交易の拡大を図り、支配下にある都市での建設活動に熱心に従事した。
グデア治下のラガシュはシュメール文化が花開いていた。この時代のラガシュの文学作品は、古典シュメール語の現存例の多くを占め、またイシン・ラルサ時代のシュメール語文学に著しい影響を与えた。そして数多くの彫刻が残されており、グデア王の王像も26体も発見されている。（ただし偽造品が混じっていることが確実視されている）。彼自身が残した碑文によれば、グデアは夢の中にラガシュの主神ニン・ギルスが現れ、神殿を建設するように指示したので、各種の神殿を建設したという。
ラガシュ王グデアの円柱碑文が現存しており、訳は下記のとおりである。
天地において運命が定められたとき、ラガシュの頭が天の方に高く持ち上げられた。・・・・
心（洪水？）がその岸辺に溢れた。
エンリル（大気の神？）の心が溢れた。
確かに、心は岸辺に溢れた。大水が光かがやいた。エンリルの心、ティグリス川が甘い水をもたらした。・・・・
余の夢の中にひとりの人が現れた。その上背は天を突き、心は大地のよう。神とみまごう頭部を持ち、その腕はアンズー鳥の翼、体躯の下部は洪水（？）だった。左右にはライオンが寝そべっていた。彼は余に神殿を建てるように命じたが、余にはその意味がはっきりとはわからなかった。
一方でエラムに遠征して勝利を収めたとも記録されており、グデア王の下でラガシュは繁栄を迎えた。
グデアの死後、息子のウル・ニンギルスが後を継いだ。